# الیوت لوری
الیوت لوری (انگلیسی: Elliot Lurie؛ زادهٔ ۱۹ اوت ۱۹۴۸) موسیقی‌دان، خواننده و ترانه‌سرا اهل ایالات متحده آمریکا است.
از فیلم‌ها یا مجموعه‌های تلویزیونی که وی در آن‌ها نقش داشته‌است، می‌توان به لیزی مک‌گوایر اشاره نمود.